# Plasmonics
Plasmonics is een internationaal, aan collegiale toetsing onderworpen wetenschappelijk tijdschrift op het gebied van de fysische chemie, materiaalkunde en nanotechnologie.
Het wordt uitgegeven door Springer Science+Business Media en verschijnt 4 keer per jaar.
Het eerste nummer verscheen in 2006.